# Malaxis trukensis
Malaxis trukensis là một loài thực vật có hoa trong họ Lan. Loài này được (Fukuy.) Fosberg & Sachet mô tả khoa học đầu tiên năm 1987.